# Hans-Thilo Schmidt
Hans-Thilo Schmidt, pseudonim Asché lub Źródło D (ur. 13 maja 1888, zm. 19 września 1943) – niemiecki szpieg, który w latach 30. XX wieku sprzedawał Francuzom m.in. kody do bieżącej obsługi tajnej niemieckiej maszyny szyfrującej Enigma oraz tajne informacje dyplomatyczne i wojskowe (takie jak np. dyslokacja wojsk niemieckich w trakcie Anschlussu Austrii czy chęć ataku na Polskę i Francję).
Materiały, które przekazał, pozwoliły polskim matematykom i kryptologom (Marianowi Rejewskiemu, Jerzemu Różyckiemu i Henrykowi Zygalskiemu) na zrozumienie zasady działania i rekonstrukcję maszyny, co ułatwiło złamanie szyfru.

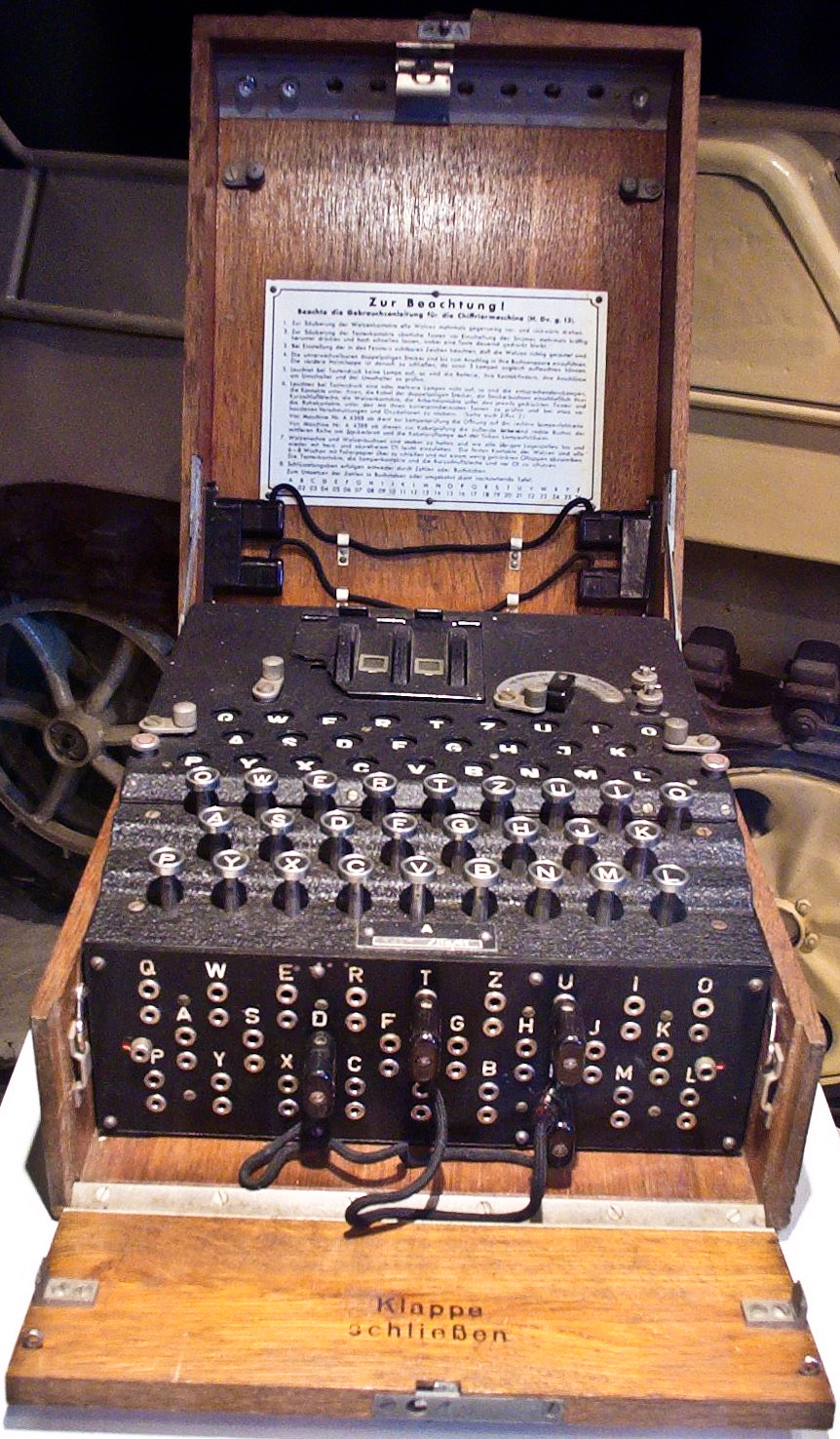
Enigma

## Życiorys
We wczesnych latach 30. XX wieku Schmidt był pracownikiem Biura Szyfrów kwatery głównej niemieckich sił zbrojnych. Niedługo po tym, jak militarna wersja Enigmy została wprowadzona do użytku, Schmidt skontaktował się z wywiadem francuskim i zaoferował sprzedaż informacji o nowym urządzeniu. Jego oferta została zaakceptowana przez kapitana Gustawa Bertranda, a Schmidt otrzymał pseudonim operacyjny Asché.
Przez kilka kolejnych lat, aż do zakończenia pracy w Biurze Szyfrów, Schmidt spotykał się z francuskimi agentami w różnych europejskich miastach i przekazywał im kopie instrukcji obsługi Enigmy, procedury operacyjne i listy nastawów kluczy. Nawet z dostępem do takich informacji francuski wywiad nie był w stanie odszyfrować wiadomości zaszyfrowanych za pomocą Enigmy. Nie mogli tego dokonać także brytyjscy kryptolodzy, z którymi Bertrand nawiązał kontakt i którym przekazał informacje uzyskane od Schmidta.
Po upadku Francji francuski agent o nazwisku Stallman (Rudolphe Lemoine, ps. Rex), który był oficerem prowadzącym Schmidta, został aresztowany przez gestapo i zdradził Schmidta jako francuskiego szpiega. Schmidt został aresztowany 1 kwietnia 1943 roku, a we wrześniu 1943 jego córka Giselle została wezwana celem identyfikacji zwłok. Jej zeznania sugerują, że Schmidt popełnił samobójstwo przy pomocy trucizny, którą na jego prośbę przeszmuglowała wcześniej do celi.
W związku z aferą szpiegowską Hansa-Thilo, jego starszego brata gen. Rudolfa Schmidta 10 kwietnia 1943 odwołano z dowodzenia 2 Armią Pancerną.